# Platycheirus pacilus
Platycheirus pacilus is een vliegensoort uit de familie van de zweefvliegen (Syrphidae). De wetenschappelijke naam van de soort is voor het eerst geldig gepubliceerd in 1852 door Francis Walker.